# وینوکر
وینوکر (به سوئدی: Vingåker) یک منطقهٔ مسکونی در سوئد است که در بخش وینوکر واقع شده‌است. وینوکر ۳٫۸۷ کیلومتر مربع مساحت و ۴٬۲۸۲ نفر جمعیت دارد.